# Hush (film fra 1921)
Hush er en amerikansk stumfilm fra 1921 instrueret af Harry Garson.

## Medvirkende
- Clara Kimball Young som Vera Stanford
- J. Frank Glendon som Jack Stanford
- Kathlyn Williams som Isabel Dane
- Jack Pratt som Hugh Graham
- Bertram Grassby som Herbert Brooks
- Gerard Alexander som Grace Brooks
- Beatrice La Plante som Maid
- John Underhill som Butler